# Мань, Мишель
Мише́ль Мань (фр. Michel Magne; 20 марта 1930, Лизьё, департамент Кальвадос, Франция — 19 декабря 1984, Сержи, департамент Валь-д’Уаз, Франция) — французский композитор, популярный в 1960—1970-е годы. Самые знаменитые работы: музыка к кинофильмам «Анжелика» и «Фантомас».

## Биография
Был пятым ребёнком из восьми детей в католической семье. Родители занимались благотворительностью в поддержку детей из малообеспеченных семей.  С 5-летнего возраста учился играть на фортепиано, а впоследствии на скрипке. Музыкальное образование получил в Национальной консерватории в Каннах, а также в 1947 году в консерватории Парижа.
Автор музыки к 110-ти французским кинофильмам. Пик его карьеры пришёлся на 1960—1970-е годы.
Международный успех имела его музыка к фильмам об Анжелике, после чего режиссёр Бернар Бордери пригласил композитора в свой следующий фильм —  экранизацию романа Жюльетты Бенцони «Катрин», музыкальная тема которого очень похожа на тему для фильмов об Анжелике. Также большой удачей композитора стала музыка к фильму «Фантомас» режиссёра Андре Юнебеля, с которым Мань впоследствии сотрудничал ещё в 9 фильмах. Музыка Маня звучит во многих известных французских кинофильмах  режиссёров  Роже Вадима и Жана Янна,  а также  в фильмах  Жюльена Дювивье «Дьявол и десять заповедей» (1962),  Анри Вернёя «Мелодия из подвала» (1963), Жака Дерэ «Симфония для резни» (1963),  Ганса Абеля «Сирано и д'Артаньян» (1964),  Жоржа Лотнера «Кутилы» (1965), Луиса Бунюэля «Дневная красавица» (1967), и многих других.
В  1962 году купил замок Шато д’Эрувиль, превратив его в студию звукозаписи, в которой работали Элтон Джон, Пинк Флойд, Дэвид Боуи, Кэт Стивенс,  Сальваторе Адамо, и многие другие. В результате финансовых проблем замок был продан в 1979 году, а студия звукозаписи закрылась в 1985 году.
В 1963 году был номинирован на премию «Оскар»   за музыку к фильму «Жиго».
Написал несколько песен на стихи Франсуазы Саган для Жюльетт Греко.
В 1980 году опубликовал книгу-автобиографию под названием  «Любовь к жизни» (фр. L'amour de vivre).
В результате финансовых проблем покончил жизнь самоубийством. Похоронен в Париже на кладбище Пер-Лашез.
Музыкальные композиции Маня для фильмов об Анжелике режиссёра Бордери были выпущены отдельным альбомом под названием «Michel Magne. Angelique» («Мишель Мань. Анжелика»), а также использованы в 2007 году в чешском мюзикле режиссёра  Йозефа Беднарика.
В 2009 году режиссёр Жан-Ив Guilleux снял документальный фильм о творчестве Мишеля Маня под названием фр. Michel Magne, Le fantaisiste pop .

### Семья
- В 1958 году в Амстердаме познакомился с танцовщицей Моник Ванс, которая стала его женой  28 июня 1960 года[4]. У пары родилось двое детей: в 1960 году дочь Магали и в 1963 году сын Марэн[4]. В 1968 году супруги развелись[4].
- В 1972 году женился на Мари-Клод, а в следующем году у пары родился сын Майкл[4].

## Музыка к фильмам
(неполный перечень)
1. 1954 —  / Le pain vivant
2. 1959 — Совращение малолетних / Détournement de mineures
3. 1961 — Курьеры / Les livreurs
4. 1962 — Дьявол и десять заповедей / Le diable et les 10 commandements , реж. Жюльен Дювивье
5. 1962 — Отдых воина / Le repos du guerrier , реж. Роже Вадим
6. 1962 — Мастера на все руки / Les bricoleurs
7. 1962 — Обезьяна зимой / Un singe en hiver
8. 1962 — Горилла укусил архиепископа / Le Gorille a mordu l'archevêque
9. 1962 — Основные дороги / Les grands chemins
10. 1963 — Мелодия из подвала / Mélodie en sous-sol , реж. Анри Вернёй
11. 1963 — Жерминаль / Germinal , реж. Ив Аллегре
12. 1963 — Порок и добродетель / Le vice et la vertu , реж. Роже Вадим
13. 1963 — Агент OSS 117 разбушевался / OSS 117 se déchaîne , реж. Андре Юнебель
14. 1963 — Симфония для резни / Symphonie pour un massacre , реж. Жак Дерэ
15. 1963 — Дядюшки-гангстеры / Les tontons flingueurs , реж. Жорж Лотнер
16. 1963 — Жиго / Gigot, le clochard de Belleville , реж. Джин Келли
17. 1963 — Повсюду мурашки / Des frissons partout
18. 1963 — Женщины в первую очередь / Les femmes d'abord
19. 1963 — Не доверяйте, дамы! / Méfiez-vous, mesdames!
20. 1964 — Анжелика — маркиза ангелов / Angélique, marquise des anges , реж. Бернар Бордери
21. 1964 — Фантомас / Fantômas , реж. Андре Юнебель
22. 1964 — Сирано и д’Артаньян / Cyrano et d'Artagnan , реж. Ганс Абель
23. 1964 — Карусель / La ronde , реж. Роже Вадим
24. 1964 — Ва-банк в Бангкоке для ОСС 117 / Banco à Bangkok pour OSS 117 , реж. Андре Юнебель
25. 1964 — Монокль криво усмехается / Le monocle rit jaune , реж. Жорж Лотнер
26. 1964 — Охота на мужчину / La chasse à l'homme
27. 1964 — Барбузы — секретные агенты / Les Barbouzes , реж. Жорж Лотнер
28. 1964 — Длинные руки / Les gros bras
29. 1965 — Великолепная Анжелика (Анжелика в гневе) / Merveilleuse Angélique , реж. Бернар Бордери
30. 1965 — Фантомас разбушевался / Fantômas se déchaîne , реж. Андре Юнебель
31. 1965 — ОСС 117: Гнев в Байе /  Furia à Bahia pour OSS 117 , реж. Андре Юнебель
32. 1965 — Джентльмен из Кокоди / Le gentleman de Cocody , реж. Кристиан-Жак
33. 1965 — Кутилы / Les bons vivants , реж. Жорж Лотнер
34. 1965 — Прекрасным летним утром / Par un beau matin d'été
35. 1965 — Благоприятный случай / La bonne occase
36. 1965 — Дневник женщины в белом / Journal d'une femme en blanc , реж. Клод Отан-Лара
37. 1965 — Убийца в спальном вагоне / Compartiment tueurs
38. 1965 — Агент Коплан — супершпион / Coplan FX 18 casse tout
39. 1966 — Анжелика и король / Angélique et le roy , реж. Бернар Бордери
40. 1966 — Фантомас против Скотланд-Ярда / Fantômas contre Scotland Yard , реж. Андре Юнебель
41. 1966 — Женщина в белом возмущается  / Une femme en blanc se révolte
42. 1966 — Галя / Galia
43. 1966 — В чужой шкуре / Avec la peau des autres
44. 1966 — На прицеле у смерти / Atout coeur à Tokyo pour OSS 117 , реж. Мишель Буарон
45. 1967 — Неукротимая Анжелика / Indomptable Angélique , реж. Бернар Бордери
46. 1967 — Дневная красавица / Belle de jour , реж. Луис Бунюэль
47. 1967 — Джонни Банко / Johnny Banco
48. 1967 — Один человек лишний / Un homme de trop
49. 1967 — Две недели в сентябре / À coeur joie
50. 1968 — Анжелика и султан / Angélique et le sultan , реж. Бернар Бордери
51. 1968 — Под знаком Монте-Кристо (Возвращение Монте-Кристо) / Sous le signe de Monte-Cristo , реж. Андре Юнебель
52. 1968 — Нет роз для ОСС 117 / Pas de roses pour OSS 117 (Niente rose per OSS 117) , реж. Андре Юнебель
53. 1968 — Катрин (Катрин: время любить) / Catherine (Catherine, il suffit d'un amour) , реж. Бернар Бордери
54. 1971 — Четыре ночи мечтателя / Quatre nuits d'un rêveur , реж. Робер Брессон
55. 1972 — Все прекрасны, все милы / Tout le monde il est beau, tout le monde il est gentil , реж. Жан Янн
56. 1973 — Дон Жуан-73 (Если бы Дон Жуан был женщиной...) / Don Juan 73 (Don Juan ou Si Don Juan était une femme…) , реж. Роже Вадим
57. 1973 — Я хотеть за эти бабки / Moi y'en a vouloir des sous , реж. Жан Янн
58. 1973 — Заговор / Le complot
59. 1974 — Китайцы в Париже / Les Chinois à Paris , реж. Жан Янн
60. 1976 — Неа: Молодая Эммануэль / Néa
61. 1982 — Отверженные / Les misérables , реж. Робер Оссейн
62. 1982 — Ты сумасшедшая или что? / T'es folle ou quoi?
63. 1983 — Убийство в Сан-Сальвадоре / S.A.S. à San Salvador
64. 1983 — Осведомитель / L'indic , реж. Серж Леруа
65. 1983 — Вечеринка сюрпризов / Surprise Party , реж. Роже Вадим
66. 1984 — Эммануэль 4 / Emmanuelle IV
67. 1984 — Неуловимый Боб / Réveillon chez Bob